# تئودور فرند
تئودور فرند (انگلیسی: Theodore Friend; ۲۷ اوت ۱۹۳۱ – ۴ نوامبر ۲۰۲۰) مورخ، رمان‌نویس، و آموزگار اهل ایالات متحده آمریکا بود.
وی همچنین برندهٔ جوایزی همچون کمک‌هزینه گوگنهایم شده‌است.